# Kanton Monestiés
Der Kanton Monestiés war bis 2015 ein französischer Wahlkreis im Arrondissement Albi, im Département Tarn und in der Region Midi-Pyrénées. Hauptort war Monestiés. Vertreter im Generalrat des Départements war zuletzt von 2008 bis 2015 Denis Marty (PS).
Der Kanton war 135,24 Quadratkilometer groß und hatte 2853 Einwohner, was einer Bevölkerungsdichte von 21 Einwohner pro Quadratkilometer entsprach. Im Mittel lag er 318 Meter über Normalnull, zwischen 156 und 516 Meter. 

## Gemeinden
Der Kanton bestand aus neun Gemeinden:
| Gemeinde         | Einwohner Jahr | Fläche km² | Bevölkerungsdichte | Code INSEE | Postleitzahl |
| ---------------- | -------------- | ---------- | ------------------ | ---------- | ------------ |
| Combefa          | 163 (2013)     | –          | – Einw./km²        | 81068      | 81640        |
| Laparrouquial    | 111 (2013)     | –          | – Einw./km²        | 81135      | 81640        |
| Monestiés        | 1.422 (2013)   | –          | – Einw./km²        | 81170      | 81640        |
| Montirat         | 270 (2013)     | –          | – Einw./km²        | 81180      | 81190        |
| Saint-Christophe | 135 (2013)     | –          | – Einw./km²        | 81245      | 81190        |
| Salles           | 185 (2013)     | –          | – Einw./km²        | 81275      | 81640        |
| Le Ségur         | 232 (2013)     | –          | – Einw./km²        | 81280      | 81640        |
| Trévien          | 195 (2013)     | –          | – Einw./km²        | 81304      | 81190        |
| Virac            | 217 (2013)     | –          | – Einw./km²        | 81322      | 81640        |